# Srirasmi Suwadee
Srirasmi Suwadee (en tailandés: ศรีรัศมิ์ สุวะดี; rtgs: Sirat Suwadi; n. Samut Songkhram, Tailandia, 9 de diciembre de 1971) es la exmujer y tercera esposa del rey tailandés Vajiralongkorn, entonces príncipe heredero de la corona, y madre del presunto heredero de la corona, el príncipe Dipangkorn Rasmijoti. Se le concedió el título de Consorte del Heredero de la Corona.

## Biografía
Nació en el seno de una familia modesta, como la tercera de cuatro hermanos, siendo su madre de la etnia mon. 
Estudió primero en el Bangkok Business College, y posteriormente en la Universidad Abierta Sukhothai Thammathirat en 1997, graduándose en 2002, con un título de Grado en Ciencias de Gestión. En 2007 recibió una maestría universitaria en Desarrollo de Familia y Niños, por la Universidad Kasetsart.
Fue dama de la real corte de Tailandia, donde ingresó en 1993.

## Títulos y estilos
| ● 9 de diciembre de 1971-10 de febrero de 2001: | Srirasmi Suwadee                                                    |
| ● 10 de febrero de 2001-15 de junio de 2005:    | Mom Srirasmi Mahidol na Ayudhya                                     |
| ● 15 de junio de 2005-11 de diciembre de 2014:  | Su alteza real la princesa Srirasmi, consorte del príncipe heredero |
| ● 11 de diciembre de 2014-presente:             | Than Phu Ying Srirasmi Suwadee                                      |

## Distinciones honoríficas
Nacionales
- Dama Gran Cruz de la Ilustrísima Orden de Chula Chom Klao.
- Dama Gran Cordón de la Exaltadísima Orden del Elefante Blanco.
- Dama Gran Cordón de la Nobilísima Orden de la Corona de Tailandia.
- Medalla de Primera Clase de la Orden de Ramkeerati [Medalla Boy Scout].
- Medalla de Primera Clase del Rey Rama IX.
- Medalla Conmemorativa del Jubileo de Diamante del Rey Bhumibol Adulyadej (12/06/2006).